# Stora Gräsbergstjärnen (Floda socken, Dalarna)
Stora Gräsbergstjärnen är en sjö i Gagnefs kommun i Dalarna och ingår i Norrströms huvudavrinningsområde. Sjön har en area på 0,0779 kvadratkilometer och ligger 270,5 meter över havet.

## Delavrinningsområde
Stora Gräsbergstjärnen ingår i det delavrinningsområde (669394-143835) som SMHI kallar för Utloppet av Orsen. Medelhöjden är 280 meter över havet och ytan är 37,55 kvadratkilometer. Det finns inga avrinningsområden uppströms utan avrinningsområdet är högsta punkten. Norrboån (Tyrsån) som avvattnar avrinningsområdet har biflödesordning 4, vilket innebär att vattnet flödar genom totalt 4 vattendrag innan det når havet efter 306 kilometer. Avrinningsområdet består mestadels av skog (72 procent) och sankmarker (13 procent). Avrinningsområdet har 3,1 kvadratkilometer vattenytor vilket ger det en sjöprocent på 8,3 procent.